# Eikvågholmen
Eikvågholmen est une île norvégienne dans le comté de Hordaland. Elle appartient administrativement à Kjerrgarden.

## Géographie
Rocheuse et couverte de quelques arbres, elle s'étend sur environ 89 m de longueur pour une largeur approximative de 57 m. Elle compte trois bâtiments, deux au sud et un à l'est ainsi que deux jetées au nord. 